# Loureses
Loureses és un lloc a la parròquia d'Aguís, al municipi d'Os Blancos d'Ourense, a la comarca de A Limia. Segons l'Institut d'Estadística de Galícia, el 2010 tenia 91 habitants (45 homes i 46 dones).